# Babinac (Velika Pisanica)
Babinac es una localidad de Croacia en el municipio de Velika Pisanica, condado de Bjelovar-Bilogora.

## Geografía
Se encuentra a una altitud de 154 m s. n. m. a 84 km de la capital nacional, Zagreb.

## Demografía
En el censo 2011 el total de población de la localidad fue de 321 habitantes.
| Gráfica de población de Babinac 1857-2011                           |
|                                                                     |
| Según los censos de población de la oficina estadística de Croacia. |